# 蔡進發
蔡進發（英語：Jeffrey J.P. Tsai），生於臺灣嘉義縣，美国西北大學電機工程與電腦科學博士，臺北市立成功高級中學傑出校友，現任亞洲大學校长兼生物資訊與醫學工程學系講座教授、中亞聯合大學系統主席、美國伊利諾大學名譽教授，2001年由美國返台擔任亞洲大學（前身為台中健康暨管理學院）創校校長，2010年再度返台擔任亞洲大學第四任校長至今，曾於美國伊利諾大學芝加哥校區電機工程與電腦科學系任教，和擔任美國伊利諾大學即時分散智能系統實驗室主任，並曾受聘為美國史丹佛大學客座教授、加利福尼亞大學柏克萊分校訪問學者、德克薩斯大學奧斯汀分校資深研究員，以及杜蘭大學合聘教授。

## 專業貢獻
蔡進發著力於軟體工程的研究多年，主要研究範圍包括，軟體維護技術和工具的研發、智慧型軟體系統的製作、高可靠軟體方法的研發、即時監控系統的制度、軟體發展模型的理論基礎、軟體系統設計發展分析和維護技術，同時又著力於設計非干涉性控制和收集系統在及時分散系統方面的應用，以及發展數學方法以降低軟體認證的複雜性。近年來他的主要研究方向為人工智慧、生物資訊和大數據分析。

## 榮譽事蹟
- University Scholar Faculty Excellence Award, University of Illinois Foundation （页面存档备份，存于）, 1994.
- Fellow, The Institute of Electrical and Electronics Engineers (IEEE),  1996.
- IEEE Technical Achievement Award, IEEE Computer Society （页面存档备份，存于）, 1997.
- Fellow, American Association for the Advancement of Science (AAAS), 1997.
- Fellow, Society for Design and Process Science (SDPS) （页面存档备份，存于）, 1998.
- The ATLAS Transdisciplinary Distinguished Achievement Award, the Academy of Transdisciplinary Learning & Advanced Studies （页面存档备份，存于）, 2010.
- 傑出校友獎, 國立交通大學, 2015.
- The IETI Annual Scientific Award, International Engineering and Technology Institute （页面存档备份，存于）, 2018.
- Distinguished Fellow, International Engineering and Technology Institute （页面存档备份，存于）, 2018.
- 傑出領航獎, 國立交通大學 （页面存档备份，存于）, 2018.
- 十大傑出校長獎, 私立學校文教協會 （页面存档备份，存于）, 2018